# Памятник гетману Мазепе (Полтава)
Памятник гетману Мазепе (укр. Пам'ятник гетьману Мазепі) — памятник украинскому гетману Мазепе, установленный в Полтаве в парке на Соборной площади, недалеко от Свято-Успенского собора.
Полтавский памятник Ивану Мазепе стал первым полноценным памятником в полный рост гетману не только на Украине, но и в мире — до этого все памятники Мазепе устанавливались в виде бюстов.

## История
Идею установить памятник Мазепе в Полтаве пытались воплотить с середины 2000-х гг. Инициатором выступил председатель Полтавского областного объединения Всеукраинского общества «Просвита» Николай Кульчинский, который собрал средства со всей Украины и диаспоры.
Способствовать установлению памятников Мазепе считал своим долгом бывший президент Украины Виктор Ющенко. К 300-летию Полтавской битвы он издал указ, по которому Украина должна достойно почтить украинско-шведский союз.
Памятник изготовили в 2009 году и собирались установить на праздник Покров 14 октября того же года, но открытию помешала большая политика. Депутаты Полтавского городского совета согласовали размещение памятника на Соборной площади, однако впоследствии городские власти объявили мораторий на строительные работы на этой территории, поэтому готов монумент был установлен. Следующий мэр Александр Мамай также сопротивлялся открытию монумента, заявив, что решение об установке памятника Мазепе — это политический вопрос, и его должно принимать руководство государства, а не города.
После событий Евромайдана полтавчане снова вернулись к вопросу увековечения гетмана и возвращения монумента в Полтаву. За шесть лет хранения на задворках киевского комбината «Художник» бронзовое литье окислилось, поэтому перед возвращением в Полтаву его отреставрировали.

## Открытие памятника
14 октября 2015 в Полтаве возле Свято-Успенского собора состоялось торжественное представление общественности перевезенного из Киева гетмана в бронзе, приуроченное ко Дню защитника Украины и Дню украинского казачества. Архиепископ Полтавский и Кременчугский Федор отслужил в честь Мазепы молебен. В церемонии также принял участие потомок гетмана — Игорь Мазепа. Официальное открытие памятника планировалось на этом месте в ноябре 2015 после сооружения пьедестала, однако решение-разрешение на установку от горсовета было принято 25 февраля 2016 года.
В разное время на памятник помимо простых граждан жертвовали бывший президент Виктор Ющенко и его брат Петр Ющенко, народный депутат Виктор Балога и певец Олег Скрипка, глава Полтавской ОГА Головко. Памятник Ивану Мазепе было решено установить на Соборной площади у Свято-Успенского собора>.
Официально открыт 7 мая 2016 года. На торжествах, участие в которых приняли около 2500 человек выступили Президент Украины и патриарх УПЦ КП Филарет.
В частности президент Украины на церемонии открытия произнес следующую речь:
22 года крепкой рукой он держал булаву и положил конец печальной руине. В то же время империя не жалела черных красок, чтобы изувечить его образ. Но это не помешало, а наоборот помогло Мазепе стать настоящим символом украинского сопротивления, флагом нашего движения за независимость к той цели, которую Мазепа, опережая свое время, осознал уже через 50 лет после Переяслава...
И вот сегодня наконец-то мы открываем памятник выдающемуся государственному деятелю, талантливому дипломату, меценату, просветителю Ивану Степановичу Мазепе
Авторами памятника являются скульптор Николай Билык и архитектор Виктор Шевченко. Этот монумент является первым полноценным памятником гетману, тогда как бюсты Ивану Мазепе уже установлены в нескольких украинских городах, а также в США, Румынии и Австрии. Вес бронзовой скульптуры Мазепы — 2,5 тонн, «рост» — 3,20 м.